# Martin Buchan
Martin McLean Buchan  (* 6. März 1949 in Aberdeen) ist ein ehemaliger schottischer Fußballspieler und -trainer.

## Karriere

### Spielerkarriere
Der defensive zentrale Mittelfeldspieler spielte bei Manchester United von 1972 bis 1983 und war dort Kapitän in den späten 70er Jahren. Er unterschrieb den Vertrag bei den Red Devils am 29. Februar 1972. Die Ablösesumme, die an den FC Aberdeen ging, betrug umgerechnet circa 184.000 €, welche die damalige Rekordsumme bei Manchester United war. Sein Debüt gab er am 4. März 1972 gegen Tottenham Hotspur. 1977 holte er mit United den FA Cup. 1983 löste der Verein seinen Vertrag wegen vielen Verletzungen auf. Er spielte 456 Spiele und erzielte dabei vier Tore. Bis 1985 spielte er dann bei Oldham Athletic. Nach dem endgültigen Karriereende war Buchan noch ein Jahr im Management vom FC Burnley tätig. International spielte er 34 Mal für sein Heimatland Schottland. Sein Debüt gab er 1971 gegen Portugal und beendete seine Teamkarriere gegen denselben Gegner. Er war Mitglied der schottischen Auswahl bei der Fußball-Weltmeisterschaft 1974 in Deutschland und bei der Fußball-Weltmeisterschaft 1978 in Argentinien. 1974 schied Schottland in der ersten Gruppenphase aus. 1978 verabschiedete sich die schottische Mannschaft ebenfalls in der ersten Gruppenphase. Buchan ist der einzige Spieler der als Kapitän mit zwei britischen Mannschaften einen Pokalsieg erringen konnte. 1970 holt er den Pokal mit dem FC Aberdeen und 1977 mit Manchester United.

### Erfolge
- Schottischer FA Cup: 1970
- Drybrough Cup: 1971
- FA Cup: 1977
- zweifacher WM-Teilnehmer: 1974 (2 Einsätze), 1978 (3 Einsätze)